# 船橋市立医療センター
船橋市立医療センター（ふなばししりついりょうセンター）は、千葉県船橋市にある医療機関。船橋市立の病院である。
人口約60万人を擁する船橋市と東葛飾南部地域における中核病院である。病院の敷地は、金杉集落の住民によって寄付されたもので、丁度、垂直に削られた台地（23m）に隣接した位置にある。1994年より東葛南部医療圏初となる救命救急センターを設置。1997年より厚労省指定臨床研修病院となる。同医療センターは、救命救急センターが開設され、1992年にドクターカーシステムを全国で初めて導入した。また、安定的な医療人材の確保のため、船橋市立看護専門学校が併設されている。

## 沿革
- 1983年10月1日 - 船橋市立医療センターとして開院。
- 1992年4月 - 救命救急センターを設置。
- 1996年7月25日 - 災害拠点病院の指定を受ける。
- 2007年1月31日 - 地域がん診療連携拠点病院の指定を受ける。
- 2009年4月1日 - 地方公営企業法全部適用。
- 2009年7月 - アメリカの病院から転院した患者から日本国内で使われている抗生物質が効かない多剤耐性菌アシネトバクターが日本で初めて確認された[1]。

## 診療科
- 呼吸器内科
- 消化器内科
- 循環器内科
- 代謝内科
- 緩和ケア内科
- 腫瘍内科
- 脳神経内科
- 腎臓内科
- 精神科
- リウマチ・膠原病部門
- 小児科
- 外科・消化器外科
- 乳腺外科
- 整形外科
- 形成外科
- 脳神経外科
- 呼吸器外科
- 心臓血管外科
- 皮膚科
- 泌尿器科
- 産婦人科
- 眼科
- 耳鼻咽喉科
- リハビリテーション科
- 放射線診断科
- 放射線治療科
- 病理診断科
- 麻酔科・集中治療部
- 歯科口腔外科
- 救急救命センター・救急科
- 内視鏡部
- 臨床研究センター
- 臨床研究センター
- 臨床研修部

## 医療機関の指定等
- 保険医療機関
- 救急告示医療機関
- 労災保険指定医療機関
- 指定自立支援医療機関（更生医療・育成医療・精神通院医療）
- 身体障害者福祉法指定医の配置されている医療機関
- 精神保健指定医の配置されている医療機関
- 生活保護法指定医療機関
- 結核指定医療機関
- 指定養育医療機関
- 戦傷病者特別援護法指定医療機関
- 原子爆弾被爆者一般疾病医療取扱医療機関
- 公害医療機関
- 母体保護法指定医の配置されている医療機関
- 災害拠点病院
- 救命救急センター
- 臨床研修指定病院
- がん診療連携拠点病院

## 交通手段
- 総武線船橋駅下車。北口4番バス停から京成バス千葉ウエストの「医療センター」経由バス乗車（約15分）。

## 移転計画
施設の老朽化や高度化している最新の医療技術・設備への対応が困難になりつつあることから、船橋市米ケ崎町並びに高根町周辺で予定されている土地区画整理事業予定地に移転することが予定されている。予定地近隣では東葉高速鉄道の新駅設置が計画されており、船橋市は新駅並びに医療センター予定地の周辺一帯を「メディカルタウン」にする構想もある。